# Kirsti Sparboe
Kirsti Sparboe (Tromsø, Noruega, 7 de diciembre de 1946) es una actriz y cantante noruega. La mayor parte de su carrera se ha desarrollado en torno al Festival de Eurovisión.

## Festival de Eurovisión

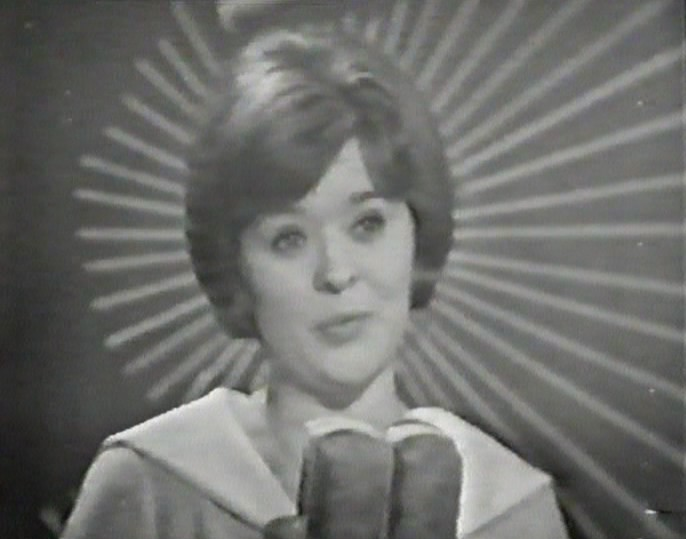
Eurovision Song Contest 1965

Su primera participación en el Festival de Eurovisión tuvo lugar en 1965, cuando tenía 19 años, con la canción «Karusell», con la que consiguió la 13.ª posición. Participó en la preselección noruega en 1966, con la canción «Gi meg fri!», que acabó segunda. Su siguiente participación en el Festival ocurrió en 1967, con la canción «Dukkemann», que acabó en 14.º lugar.
También participó en la preselección noruega de 1968, y habría representado a Noruega en 1968, pero la canción interpretada «Jeg har aldri vært så glad i noen som deg» fue descalificada bajo acusaciones de plagio de la canción de Cliff Richard «Summer Holiday». Aquel año hizo una versión en noruego de la canción ganadora, «La, la, la».
Volvió a representar a Noruega una vez más en 1969 con la canción «Oj, oj, oj, så glad jeg skal bli» en 1969, que finalizó en último lugar. La canción fue grabada en 3 idiomas (noruego, sueco y francés).
En 1970 Noruega, junto a Finlandia, Suecia y Portugal, rechazó participar en el Festival de Eurovisión, como protesta por el cuádruple empate en la victoria del Festival en 1969, por lo que Sparboe intentó representar sin éxito a Alemania.

## Carrera posterior
Desde sus participaciones en el Festival de Eurovisión, ha lanzado sencillos mayormente en Alemania, con moderado éxito. Recientemente, la canción «Ein Student Aus Uppsala» (escrita originalmente en alemán), se ha convertido en el himno no oficial de los estudiantes de la Universidad de Upsala, en Suecia, otorgándole nueva popularidad a Sparboe.